# Alia Atkinson

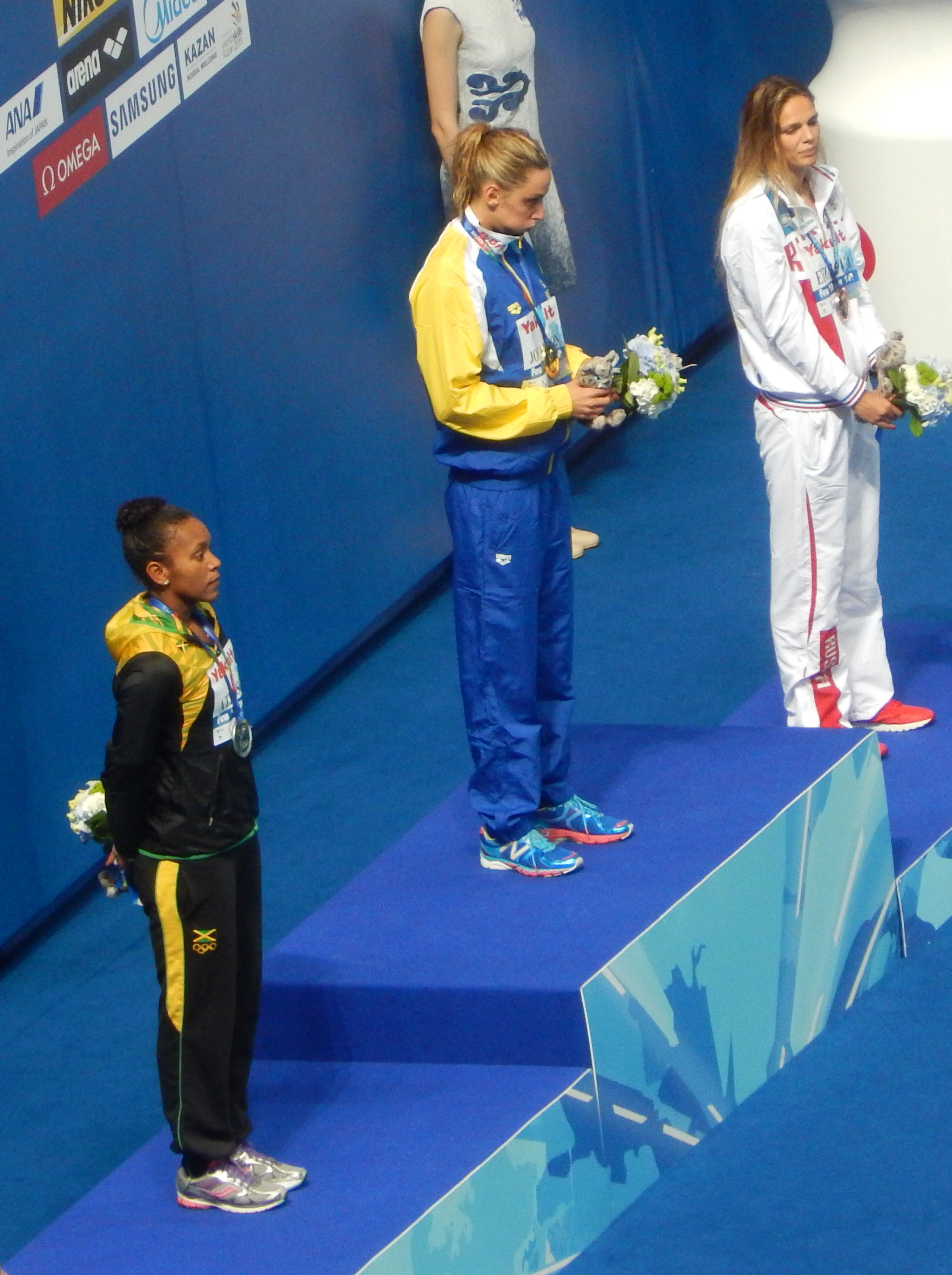
Prijs uitreiking 50m schoolslag (WK 2015)

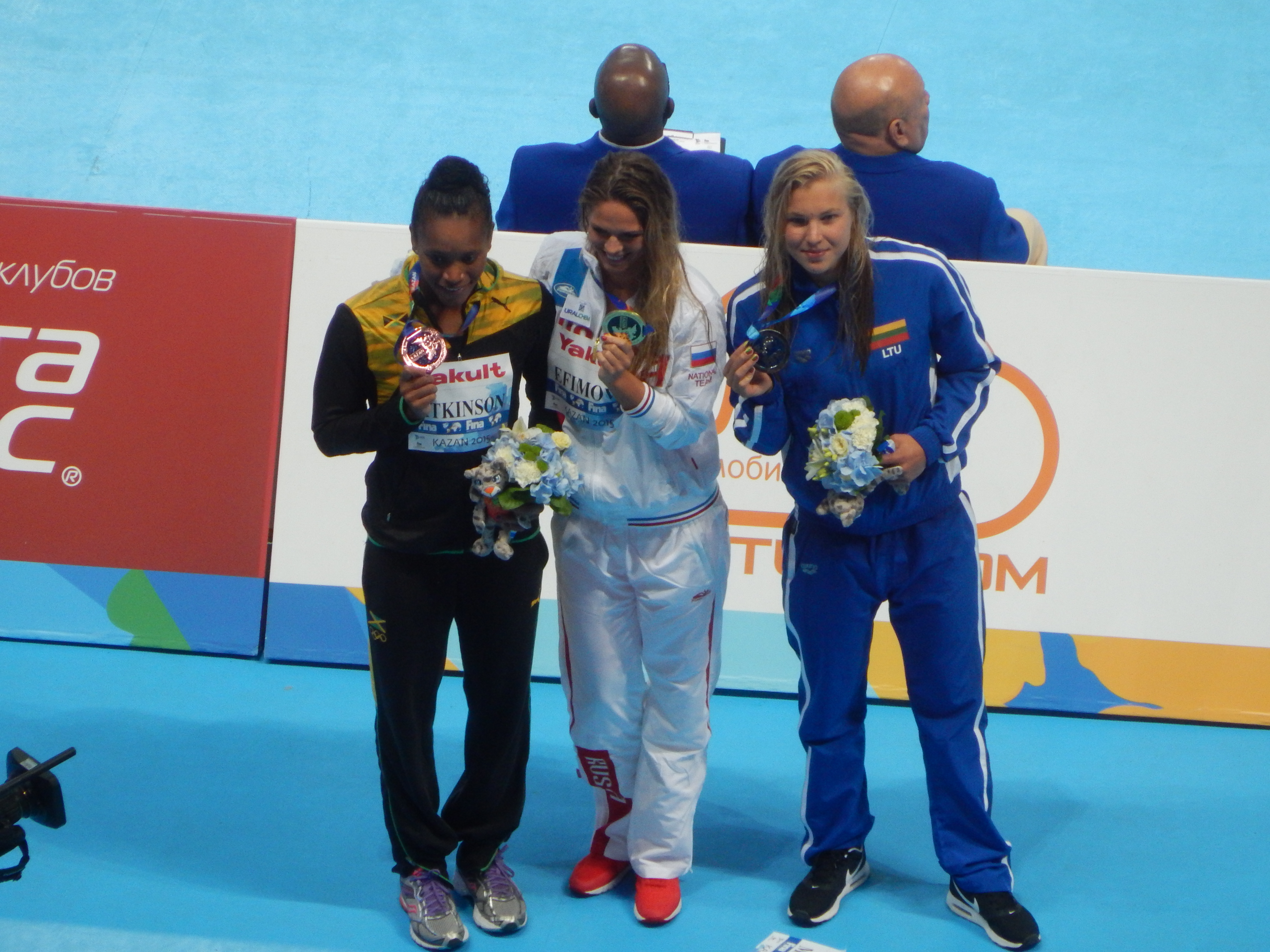
Medaillewinnaressen 100m schoolslag (WK 2015)

Alia Shanee Atkinson (11 december 1988) is een Jamaicaanse zwemster. Ze vertegenwoordigde haar vaderland op de Olympische Zomerspelen 2004 in Athene, op de Olympische Zomerspelen 2008 in Peking, op de Olympische Zomerspelen 2012 in Londen, op de Olympische Zomerspelen 2016 in Rio de Janeiro en op de Olympische Zomerspelen 2020 in Tokio. Op de kortebaan is Atkinson houdster van de wereldrecords op de 50 en 100 meter schoolslag (op de 100 meter samen met Rūta Meilutytė).

## Carrière
Bij haar internationale debuut, op de Pan-Amerikaanse Spelen 2003 in Santo Domingo, eindigde Atkinson als negende op de 50 meter vrije slag, de 100 meter schoolslag en de 200 meter wisselslag en als twaalfde op de 200 meter schoolslag. Op de 4x100 meter vrije slag eindigde ze samen met Janelle Atkinson, Angela Chuck en Tamara Swaby op de vijfde plaats.
Tijdens de Olympische Zomerspelen van 2004 in Athene strandde de Jamaicaanse in de series van zowel de 50 meter vrije slag als 100 meter schoolslag. Op de wereldkampioenschappen kortebaanzwemmen 2004 in Indianapolis werd Atkinson op alle negen afstanden waarop zij aan de start verscheen uitgeschakeld in de series.
In Montreal nam de Jamaicaanse deel aan de wereldkampioenschappen zwemmen 2005. Op dit toernooi strandde ze in de series van alle acht onderdelen waarop zij van start ging.
Tijdens de Gemenebestspelen 2006 in Melbourne werd Atkinson uitgeschakeld in de halve finales van zowel de 50 als de 100 meter schoolslag, op haar vier overige afstanden strandde ze in de series.
Op de Pan-Amerikaanse Spelen 2007 in Rio de Janeiro eindigde de Jamaicaanse als zevende op de 100 meter vlinderslag en als achtste op zowel de 100 als de 200 meter schoolslag. Daarnaast werd ze uitgeschakeld in de halve finales van de 50 meter vrije slag.
In Peking nam Atkinson deel aan de Olympische Zomerspelen van 2008. Op dit toernooi strandde ze in de series van de 200 meter schoolslag.

### 2009-2012
Tijdens de Gemenebestspelen 2010 in Delhi eindigde de Jamaicaanse als achtste op de 50 meter schoolslag, daarnaast werd ze uitgeschakeld in de halve finales van de 100 meter schoolslag en in de series van zowel de 200 meter schoolslag als de 200 meter wisselslag. Op de wereldkampioenschappen kortebaanzwemmen 2010 in Dubai eindigde Atkinson als zesde op de 50 meter schoolslag en als achtste op de 200 meter schoolslag. Daarnaast strandde ze in de halve finales van de 100 meter schoolslag en in de series van de 100 meter wisselslag.
In Guadalajara nam de Jamaicaanse deel aan de Pan-Amerikaanse Spelen 2011. Op dit toernooi veroverde ze de zilveren medaille op de 200 meter wisselslag, daarnaast eindigde ze als vierde op zowel de 100 als de 200 meter schoolslag en als zevende op de 100 meter vlinderslag.
Tijdens de Olympische Zomerspelen van 2012 in Londen eindigde Atkinson als vierde op de 100 meter schoolslag. Daarnaast werd ze uitgeschakeld in de series van zowel de 50 meter vrije slag als de 200 meter schoolslag. Op de wereldkampioenschappen kortebaanzwemmen 2012 in Istanboel sleepte de Jamaicaanse de zilveren medaille in de wacht op zowel de 50 als de 100 meter schoolslag. Daarnaast eindigde ze als vierde op de 100 meter wisselslag en als achtste op de 200 meter schoolslag.

### 2013-heden
In Barcelona nam Atkinson deel aan de wereldkampioenschappen zwemmen 2013. Op dit toernooi strandde ze in de halve finales van zowel de 50 als de 100 meter schoolslag en in de series van de 200 meter schoolslag.
Tijdens de Gemenebestspelen 2014 in Glasgow behaalde de Jamaicaanse de zilveren medaille op de 50 meter schoolslag en de bronzen medaille op de 100 meter schoolslag, op de 200 meter schoolslag eindigde ze op de zevende plaats. Op de wereldkampioenschappen kortebaanzwemmen 2014 in Doha werd Atkinson, als eerste zwarte vrouw, wereldkampioene op de 100 meter schoolslag, op de 50 meter schoolslag legde ze beslag op de zilveren medaille. Daarnaast eindigde ze als vierde op de 100 meter wisselslag en werd ze uitgeschakeld in de series van de 200 meter schoolslag.
In Toronto nam de Jamaicaanse deel aan de Pan-Amerikaanse Spelen 2015. Op dit toernooi veroverde ze de zilveren medaille op de 100 meter schoolslag, daarnaast eindigde ze als vierde op de 200 meter schoolslag en als achtste op de 200 meter wisselslag. Samen met Danielle Boothe, Breanna Roman en Trudiann Patrick eindigde ze als zevende op 4x100 meter wisselslag, op de 4x100 meter vrije slag eindigde ze samen met Breanna Roman, Danielle Boothe en Trudiann Patrick op de achtste plaats. Tijdens de wereldkampioenschappen zwemmen 2015 in Kazan sleepte Atkinson de zilveren medaille op de 50 meter schoolslag en de bronzen medaille op de 100 meter schoolslag in de wacht. Op de 50 meter vlinderslag strandde ze in de series.

## Internationale toernooien
| Jaar | Olympische Spelen                                         | WK langebaan | WK kortebaan | PanPacs       | Gemenebestspelen | Pan-Ams |
| ---- | --------------------------------------------------------- | --- | --- | ------------- | --- | --- |
| 2003 |                                                           | geen deelname | |               | | 9e 50m vrije slag 9e 100m schoolslag 12e 200m schoolslag 9e 200m wisselslag 5e 4x100m vrije slag                                |
| 2004 | 44e 50m vrije slag 32e 100m schoolslag                    | | 39e 50m vrije slag 35e 100m vrije slag 32e 200m vrije slag 17e 50m schoolslag 19e 100m schoolslag 24e 200m schoolslag 22e 100m wisselslag 21e 200m wisselslag 17e 400m wisselslag |               | | |
| 2005 |                                                           | 46e 100m vrije slag 45e 200m vrije slag 24e 50m schoolslag 36e 100m schoolslag 36e 200m schoolslag 46e 50m vlinderslag 27e 200m wisselslag 31e 400m wisselslag | |               | | |
| 2006 |                                                           | | geen deelname | geen deelname | 23e 50m vrije slag 24e 100m vrije slag 9e 50m schoolslag 13e 100m schoolslag 11e 200m schoolslag 12e 200m wisselslag | |
| 2007 |                                                           | geen deelname | |               | | 13e 50m vrije slag 8e 100m schoolslag 8e 200m schoolslag 7e 100m vlinderslag                                                    |
| 2008 | 25e 200m schoolslag                                       | | geen deelname |               | | |
| 2009 |                                                           | geen deelname | |               | | |
| 2010 |                                                           | | 6e 50m schoolslag 9e 100m schoolslag 8e 200m schoolslag 41e 100m wisselslag | geen deelname | 8e 50m schoolslag 11e 100m schoolslag 19e 200m schoolslag 12e 200m wisselslag                                        | |
| 2011 |                                                           | geen deelname | |               | | 4e 100m schoolslag · 4e 200m schoolslag · 7e 100m vlinderslag · 200m wisselslag                                                 |
| 2012 | 37e 50m vrije slag 4e 100m schoolslag 27e 200m schoolslag | | 50m schoolslag · 100m schoolslag · 8e 200m schoolslag · 4e 100m wisselslag |               | | |
| 2013 |                                                           | 12e 50m schoolslag 9e 100m schoolslag 22e 200m schoolslag | |               | | |
| 2014 |                                                           | | 50m schoolslag · 100m schoolslag · 10e 200m schoolslag · 4e 100m wisselslag | geen deelname | 50m schoolslag · 100m schoolslag · 7e 200m schoolslag                                                                | |
| 2015 |                                                           | 50m schoolslag · 100m schoolslag · 31e 50m vlinderslag | |               | | serie 100m vrije slag · 100m schoolslag · 4e 200m schoolslag · 8e 200m wisselslag · 8e 4x100m vrije slag · 7e 4x100m wisselslag |

## Persoonlijke records
Bijgewerkt tot en met 6 november 2015
Kortebaan
| Afstand         | Tijd       | Datum            | Plaats    |
| --------------- | ---------- | ---------------- | --------- |
| 50m schoolslag  | WR 28,64   | 26 oktober 2016  | Tokio     |
| 100m schoolslag | WR 1.02,36 | 6 december 2014  | Doha      |
| 200m schoolslag | 2.17,84    | 2 november 2014  | Singapore |
| 100m wisselslag | 58,26      | 1 september 2014 | Dubai     |
| 200m wisselslag | 2.07,30    | 20 oktober 2013  | Doha      |

Langebaan
| Afstand         | Tijd    | Datum           | Plaats      |
| --------------- | ------- | --------------- | ----------- |
| 50m schoolslag  | 30,11   | 9 augustus 2015 | Kazan       |
| 100m schoolslag | 1.05,93 | 6 november 2015 | Dubai       |
| 200m schoolslag | 2.25,48 | 26 juli 2014    | Glasgow     |
| 200m wisselslag | 2.14,75 | 18 oktober 2011 | Guadalajara |